# Chuck Berry Live in Concert
Chuck Berry Live in Concert è un album dal vivo del cantautore statunitense Chuck Berry, pubblicato nel 1978.

## Tracce
Side A
1. Rock and Roll Music
2. Nadine
3. School Days
4. In the Wee Wee Hours (I Think of You)

Side B
1. Hoochie Coochie Man
2. Medley: Johnny B. Goode/Carol/Promised Land
3. Sweet Little Sixteen

Side C
1. Memphis
2. Too Much Monkey Business
3. My Ding-a-Ling

Side D
1. Reelin' and Rockin'
2. Johnny B. Goode
3. Maybellene